# 레바논산주
레바논산주(아랍어: جبل لبنان)는 레바논 중부와 지중해 연안에 위치한 주로, 주도는 바브다이다. 주 이름은 레바논의 산악 지대인 레바논산에서 유래된 이름이며 서쪽으로는 지중해 연안과 접한다. 레바논산주 인구의 약 87%는 기독교 신자이며 그 다음으로는 드루즈인이 많다. 면적은 2724 제곱 킬로미터이다.